# Cresera hieroglyphica
Cresera hieroglyphica är en fjärilsart som beskrevs av William Schaus 1905. Cresera hieroglyphica ingår i släktet Cresera och familjen björnspinnare. Inga underarter finns listade i Catalogue of Life.

## Bildgalleri

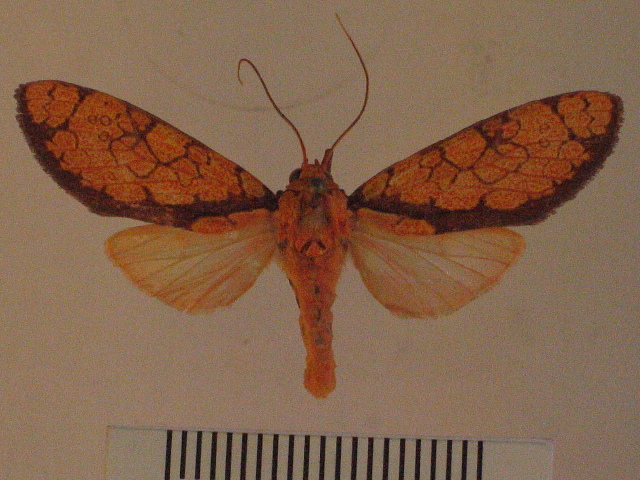